# Тревіс Баркер
Тре́віс Ла́ндон Ба́ркер (англ. Travis Landon Barker; нар. 14 листопада, 1975) — американський музикант, відомий як ударник каліфорнійського панк-рок гурту Blink 182. Окрім цього Тревіс є барабанщиком таких музичних колективів, як +44, Transplants, Expensive Taste, Goldfinger. Раніше музикант також був відомий як ударник Box Car Racer.

## Біографія
Тревіс Баркер народився 14 листопада 1975 року. Йому виповнилися чотири роки, коли він вперше одержав свою першу барабанну установку, в цей рік Тревіс став навчатися гри на барабані.
Мати Тревіса померла рано, Тревіс не встиг ще почати навчання в середній школі. Напередодні смертю вона сказала сину, щоб він зроду не припиняв грати на барабанах, тому, що у нього справжній талант. Тревіс виконав останнє бажання його улюбленої матері.
З тих пір барабани зробилися його постійними супутниками. Ще, будучи в середній школі, Тревіс нерідко виступав на регіональних музичних змаганнях і фестивалях.
В старших класах середньої школи — Тревіс відправився на свої перші гастролі — з музичним колективом, що називався Feeble.
У 1993 році Тревіс закінчив середню школу і став грати в декількох групах, між яких були такі, як вище Feeble, а також — Aquabats і The Suicide Machines.
З 1993-го року до 1998 Тревіс підробляв від випадку до випадку і разом давав уроки гри на барабанах. Офіційно він вчителював аж до 2002-го року, втім пізніше — привселюдно говорив, що більше уроки не дає і давати не збирається.
У 1998-му році Тревіс відправився в гастрольну поїздку з групою Aquabats і виступав під сценічним ім'ям Baron Von Tito.
Пізніше на світло з'явилися музичні альбоми Тревіса Баркера, які відразу стали популярними і продавалися мільйонними тиражами.
Тревіс приєднався до групи Blink 182 в 1998 році, після відходу Скота Рейнора, прямо перед записом альбому Enema Of The State (хоча пісня Mutt була записана зі Скотом перед його відходом).
В кінці 2005-го року Тревіс створив групу +44, а пізніше Тревіс і ще декілька талановитих музикантів сформували останній музичний колектив, що одержав ім'я Expensive Taste.
Він самий татуйований і «проколений» учасник групи (більше 50 татуювань, які були зроблені Джоном Санчезом на суму більше 7 000 доларів). Він намагався навчитися малювати татуювання, однак у школі йому це набридло. Він великий колекціонер старих і сильних машин, велосипедів, але його колекція старих Каділаків — це те, чим він більше всього пишається. Його улюблений фільм «Правдивий роман», а його улюблені пластівці «Lucky Charms», він також любить леопардовий принт, і його ковбойський капелюх тому підтвердження. Тревіс може показатися дивним, але насправді він найскромніша людина на землі. Він також не любить говорити і не любить старі, дані ним інтерв'ю.

## Сімейне життя
Тревіс був одружений в 2001 році. Шлюб тривав 9 місяців у 2001-2002 рр., після чого він розвівся з Меліссою Кеннеді (ім'я якої написано у Тревіса на шиї). Музикант також був одружений з Шенною Моуклер, з якою засватався в Дісней-Ленді в 2003 і одружувався на Хелловінському Вечері 2004. У Шенни є шестирічна дочка Атіана від її колишнього шлюбу з Оскаром Де Ла Хойя. У Баркерів також є син, Landon Asher Barker, після вони всі разом святкували появу Alabama Louella Barker, яка народилася 27 грудня 2005 року. Пара розійшлася 2008-го року.
17 жовтня 2021 року обручився зі своєю подругою, телезіркою Кортні Кардаш'ян. Урочиста подія відбулася в готелі в Монтесіто на березі моря.